# Ian Whittaker
Pour les articles homonymes, voir Whittaker.
Ian Whittaker (BFDG) est un acteur et un chef décorateur britannique né le 13 juillet 1928 à Londres (Angleterre) et mort le 16 octobre 2022.

## Biographie
Après des études à la Royal Academy of Dramatic Art, il est acteur pendant les années 1950-1960, puis il se tourne au milieu des années 1960 vers le métier de décorateur.

## Filmographie (sélection)

### comme acteur
- 1956 : La Bataille du Rio de la Plata (The Battle of the River Plate) de Michael Powell et Emeric Pressburger : un marin du HMS Achilles
- 1957 : Le Commando sacrifié (The Steel Bayonet) de Michael Carreras : Soldat Wilson
- 1958 : Contre-espionnage à Gibraltar (I was Monty’s Double) de John Guillermin : un soldat
- 1958 : L'Ennemi silencieux (The Silent Enemy) de William Fairchild : Thomas, un marin
- 1958 : Sous la terreur (A Tale of Two Cities) de Ralph Thomas : un garçon d'écurie
- 1959 : Le Mouchard (Danger Within) de Don Chaffey : le 2d lieutenant Betts-Hanger
- 1959-1960 : Tell It to the Marines (30 épisodes) : Whittle
- 1960 : Coulez le Bismarck ! (Sink the Bismarck!) de Lewis Gilbert : un marin
- 1961 : Deux des commandos (On the Fiddle) de Cyril Frankel : Lancing
- 1961 : Dentist on the Job (en) de C.M. Pennington-Richards : M. Fuller
- 1962 : Dr. Crippen (en) de Robert Lynn (en) : Howlett
- 1962 : Billy Budd de Peter Ustinov : un jeune
- 1962 : L'Agent secret de Churchill (en) (Operation Snatch) de Robert Day : Dyson
- 1964 : Le Secret de l'île sanglante (en) (The Secret of Blood Island) de Quentin Lawrence (en) : Mills

### comme décorateur
- 1968 : Isadora de Karel Reisz
- 1969 : La Symphonie pathétique (The Music Lovers) de Ken Russell
- 1969 : La Chambre obscure (Laughter in the Dark) de Tony Richardson
- 1971 : Les Diables (The Devils) de Ken Russell
- 1974 : Terreur sur le Britannic (Juggernaut) de Richard Lester
- 1975 : Lisztomania de Ken Russell
- 1975 : The Rocky Horror Picture Show de Jim Sharman
- 1975 : Tommy de Ken Russell
- 1979 : Cuba de Richard Lester
- 1979 : Alien de Ridley Scott
- 1979 : Guerre et Passion (Hanover Street) de Peter Hyams
- 1979 : Rencontres avec des hommes remarquables (Meetings with Remarkable Men) de Peter Brook
- 1980 : Les Yeux de la forêt (The Watcher in the Woods'') de John Hough
- 1980 : La Guerre des abîmes (Raise the Titanic) de Jerry Jameson
- 1984 : Le Fil du rasoir (The Razor's Edge) de John Byrum (en)
- 1986 : Under the Cherry Moon de Prince
- 1986 : Highlander de Russell Mulcahy
- 1988 : Élémentaire, mon cher... Lock Holmes (Without a Clue) de Thom Eberhardt
- 1988 : Madame Sousatzka de John Schlesinger
- 1992 : Retour à Howards End (Howards End) de James Ivory
- 1993 : Les Vestiges du jour (The Remains of the Day) de James Ivory
- 1995 : Victory de Mark Peploe
- 1995 : Raison et Sentiments (Sense and Sensibility) d'Ang Lee
- 1998 : La Courtisane (Dangerous Beauty) de Marshall Herskovitz
- 1999 : Anna et le Roi (Anna and the King) d'Andy Tennant
- 1999 : Le Songe d'une nuit d'été (A Midsummer Night's Dream) de Michael Hoffman
- 1999 : Jakob le menteur (Jakob the Liar) de Peter Kassovitz
- 2002 : Possession de Neil LaBute
- 2002 : L'Importance d'être Constant (The Importance of Being Earnest) d'Oliver Parker
- 2004 : Adorable Julia (Being Julia) d'István Szabó
- 2009 : Le Secret de Green Knowe (From Time to Time) de Julian Fellowes

## Distinctions

### Récompenses
- Oscars 1993 : Oscar des meilleurs décors pour Retour à Howards End

### Nominations
- Oscar des meilleurs décors
  - en 1980 pour Alien
  - en 1994 pour Les Vestiges du jour
  - en 2000 pour Anna et le Roi